# Бідин (Яворівський район)
Бідин — колишнє село у Яворівському районі. Відселене у зв'язку з утворенням Яворівського військового полігону. Поруч знаходяться колишні села Ясенівка, Крущини, Клепарів, Біла Піскова, Мала Вишенька, гора Буракова Нива.